# Lycopodium venustulum
Lycopodium venustulum är en lummerväxtart som beskrevs av Gaud.. Lycopodium venustulum ingår i släktet lumrar, och familjen lummerväxter. Utöver nominatformen finns också underarten L. v. verticale.